# Anisopleura lieftincki
Anisopleura lieftincki là loài chuồn chuồn trong họ Euphaeidae (Epallagidae). Loài này được Prasad & Ghosh mô tả khoa học đầu tiên năm 1984.